# Adam Czaplewski

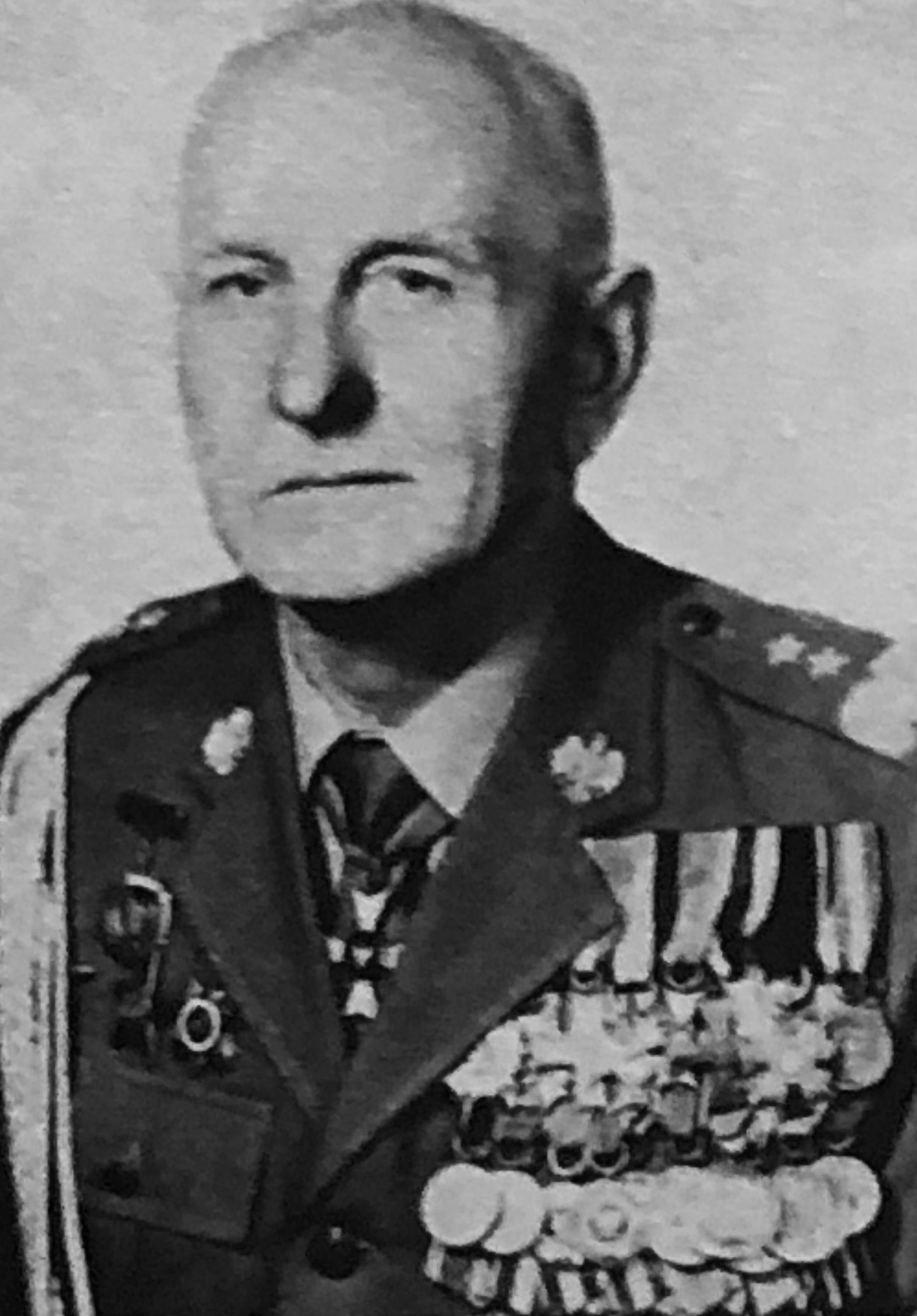
gen. dyw. Adam Czaplewski

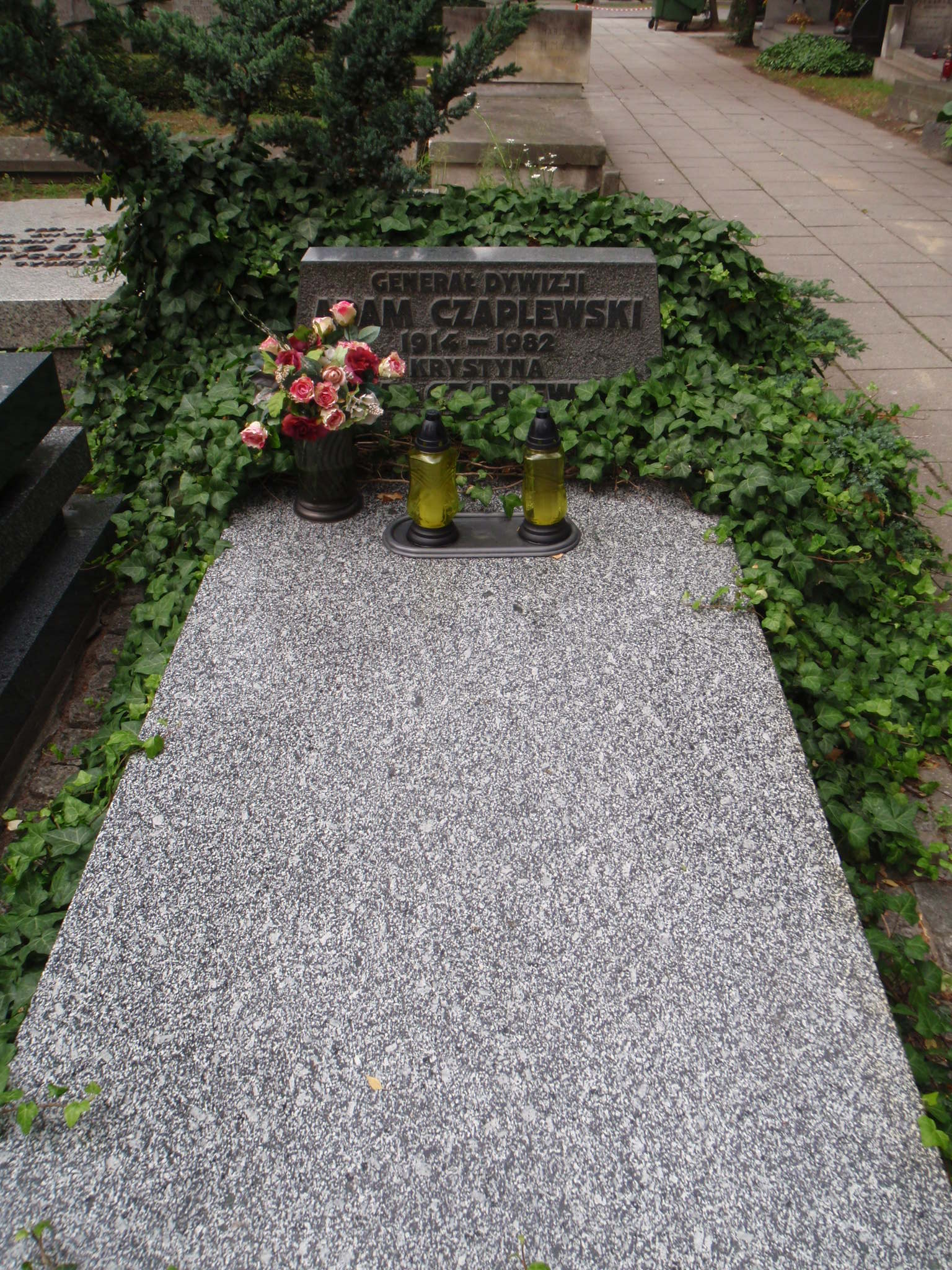
Grób gen. dyw. Adama Czaplewskiego i jego żony Krystyny na Cmentarzu Wojskowym na Powązkach w Warszawie

Adam Czaplewski (ur. 19 grudnia 1913?/1 stycznia 1914 w Brześciu, zm. 11 listopada 1982 w Warszawie) – generał dywizji Wojska Polskiego, szef Wojsk Pancernych i Zmechanizowanych MON (1956–1959), zastępca szefa Sztabu Generalnego Wojska Polskiego (1959–1968), komendant Akademii Sztabu Generalnego WP im. gen. Karola Świerczewskiego (1968–1973).

## Życiorys
Urodzony w polskiej rodzinie robotniczej, w 1915 ewakuowany z rodziną do Rosji. W 1931 ochotniczo wstąpił do Bakińskiej Oficerskiej Szkoły Piechoty Armii Czerwonej i po ukończeniu w 1934 jej wydziału artyleryjskiego rozpoczął zawodową służbę wojskową do 1937. W czerwcu 1941 roku, po ataku Niemiec na ZSRR w składzie 136 Dywizji Piechoty, jako szef sztabu dywizjonu, udaje się przez Kaukaz w kierunku północno-zachodnim i uczestniczy w walkach w Woroszyłowgradzie. W walkach o Kaukaz uczestniczy jako dowódca dywizjonu „katiusz”. W 1942 roku zostaje przeniesiony do wydziału uzupełnień i szkolenia bojowego w dowództwie artylerii Frontu Północnokaukaskiego.
We wrześniu 1943, jako Polak, został skierowany do tworzonego na terytorium ZSRR 1 Korpusu Polskich Sił Zbrojnych. Najpierw jako zastępca dowódcy 3 pułku artylerii ciężkiej, a następnie jako szef sztabu artylerii 3 Dywizji Piechoty im. Romualda Traugutta. Bierze udział w walkach nad Turią, później nad Wisłą koło Puław i Dęblina. W dniach od 16 do 22 września 1944 uczestniczy w walkach 8 i 9 pułków piechoty na przyczółkach Czerniakowa i Powiśla. W ostatnich dniach grudnia 1944 roku, już w stopniu podpułkownika zostaje wyznaczony na stanowisko dowódcy 2 pułku artylerii lekkiej 2 Dywizji Piechoty. Na czele pułku bierze udział w walkach o Młociny, Bielany i Żoliborz. Następnie uczestniczy w walkach o Wał Pomorski oraz w forsowaniu Odry. Jego pułk dociera nad kanał Ruppiner w rejon Sachsenhaus i Kremmen, kończąc swój szlak bojowy nad Łabą.
Po wojnie był m.in. dowódcą 13 Warszawskiej Brygady Artylerii Ciężkiej w Grudziądzu (1946–1949), dowódcą artylerii 1 Korpusu Pancernego w Gdańsku (1949–1953), zastępcą dowódcy artylerii dowództwa Okręgu Wojskowego nr II w Bydgoszczy (1953–1954), zastępcą dowódcy Wojsk Pancernych i Zmechanizowanych ds. artylerii (1954). W latach 1954–1955 dowódca 1 Korpusu Zmechanizowanego w Gdańsku, a w latach 1955–1956 zastępca dowódcy Pomorskiego Okręgu Wojskowego ds. wojsk pancernych i zmechanizowanych. Następnie był szefem Wojsk Pancernych i Zmechanizowanych WP (1956–1959), zastępcą szefa Sztabu Generalnego WP ds. organizacyjno-mobilizacyjnych (1959–1967) oraz zastępcą szefa SG WP ds. ogólnych (1967–1968). W latach 1965–1968  był jednym z zastępców gen. Wojciecha Jaruzelskiego. Ostatnim piastowanym przez niego stanowiskiem była funkcja komendanta Akademii Sztabu Generalnego WP (1968–1973). Od lipca 1955 w stopniu generała brygady, od października 1963 – generała dywizji. Nominację wręczył mu w Belwederze przewodniczący Rady Państwa Aleksander Zawadzki. 
Kawaler 12 orderów oraz wielu odznaczeń. W 1975 wpisany do Honorowej Księgi Czynów Żołnierskich. Członek PPR, a następnie PZPR. Delegat na V Zjazd PZPR (1968).
W 1973 doznał ciężkiego wylewu, w wyniku którego był sparaliżowany. Od 1973 przebywał w dyspozycji MON, a od 1977 był w stanie spoczynku. Łącznie służył 12 lat w Armii Czerwonej, a następnie 34 lata w Wojsku Polskim, z czego 22 lata w stopniu generała.
Pochowany 17 listopada 1982 na Cmentarzu Wojskowym na Powązkach w Warszawie (kwatera B 4 rz. 8 m. 1). W pogrzebie uczestniczył m.in. zastępca członka Biura Politycznego KC PZPR, wiceminister Obrony Narodowej, szef Sztabu Generalnego WP gen. broni Florian Siwicki. Mowę pogrzebową wygłosił komendant Akademii Sztabu Generalnego WP gen. broni Józef Kamiński.

## Awanse
W trakcie wieloletniej służby w Armii Czerwonej i ludowym Wojsku Polskim otrzymywał awanse na kolejne stopnie wojskowe:
- młodszy dowódca artylerii Armii Czerwonej - 1934
- porucznik Armii Czerwonej - 1937
- kapitan Armii Czerwonej - 1941
- major Armii Czerwonej - 1943
- podpułkownik WP - 1944
- pułkownik WP - 1945
- generał brygady WP - 1955
- generał dywizji WP - 1963

## Życie prywatne
Mieszkał w Warszawie. Od 1955 żonaty z Krystyną Magdaleną Otta-Czaplewską, lekarzem stomatologiem (1923-2000). Dwie córki.

## Odznaczenia i wyróżnienia
- Krzyż Srebrny Orderu Wojennego Virtuti Militari (1945)
- Krzyż Komandorski Orderu Odrodzenia Polski (1958)
- Krzyż Kawalerski Orderu Odrodzenia Polski (1952)
- Order Sztandaru Pracy I klasy (1968)
- Order Sztandaru Pracy II klasy (1964)
- Order Krzyża Grunwaldu III klasy (1945)
- Krzyż Walecznych (1945)
- Srebrny Krzyż Zasługi (1946)
- Medal 10-lecia Polski Ludowej (1954)
- Medal za Warszawę 1939–1945
- Medal za Odrę, Nysę, Bałtyk
- Medal Zwycięstwa i Wolności 1945
- Złoty Medal „Siły Zbrojne w Służbie Ojczyzny” (1958)
- Srebrny Medal „Siły Zbrojne w Służbie Ojczyzny”
- Brązowy Medal „Siły Zbrojne w Służbie Ojczyzny”
- Medal „Za udział w walkach o Berlin” (1967)[5]
- Złoty Medal „Za zasługi dla obronności kraju” (1973)
- Srebrny Medal „Za Zasługi dla Obronności Kraju” (1968)
- Brązowy Medal „Za Zasługi dla Obronności Kraju” (1966)[6]
- Odznaka 1000-lecia Państwa Polskiego
- Odznaka Grunwaldzka
- Złota odznaka honorowa „Za Zasługi dla Warszawy” (1960)[7]
- Wpis do „Honorowej Księgi Czynów Żołnierskich” (1975)
- Order Lenina (ZSRR, 1968)
- Order Czerwonego Sztandaru – (ZSRR, dwukrotnie w 1945)
- Order Wojny Ojczyźnianej I stopnia (ZSRR, 1945)
- Order Czerwonej Gwiazdy – dwukrotnie (ZSRR)
- Medal „Za wyzwolenie Warszawy” (ZSRR)
- Medal „Za zasługi bojowe” (ZSRR, 1944)
- Medal „Za zwycięstwo nad Niemcami w Wielkiej Wojnie Ojczyźnianej 1941–1945” (ZSRR)
- Medal jubileuszowy „Dwudziestolecia zwycięstwa w Wielkiej Wojnie Ojczyźnianej 1941–1945” (ZSRR)
- Odznaka „25 lat Zwycięstwa w Wielkiej Wojnie Ojczyźnianej 1941–1945” (ZSRR, 1970)[8]
- Medal jubileuszowy „Trzydziestolecia zwycięstwa w Wielkiej Wojnie Ojczyźnianej 1941–1945” (ZSRR, 1975)
- Krzyż Walecznych (CSSR)
- I inne